# 金剛戰士 (2015年電影)
《金剛戰士》（英語：Power/Rangers，或記作）是一部2015年美國科幻動作愛好者短片，改編自海姆·薩班和瑞祈·李維所創作的同名電視劇系列。由喬瑟夫·坎恩執導、剪輯並與詹姆士·范德比克及杜特奇·索特埃恩（Dutch Southern）共同撰寫劇本，其主演由凱蒂·薩克沃夫和范德比克擔任。與官方版《金剛戰士》不同的是，該片是以黑暗成人風格的「R級」基調呈現。故事主要描述金剛戰士們在敗給了機械帝國後卻陸續遭到暗殺，這使投靠帝國的前紅衣戰士洛基捉住了前粉紅戰士金柏莉，以審問出嫌犯兼前綠衣戰士湯米的下落。
該短片屬製片人阿迪·尚卡爾旗下的作品，2015年2月23日上線YouTube和Vimeo；但在推出後不久，官方版權的所有者薩班以侵犯版權为由而要求雙平台撤下，直到同月27日才又恢復上線；與此同時，尚卡爾及導演坎恩在一份免責聲明中表示，該愛好者短片絕非用於營利，且他們皆未從中獲利。
本片在粉絲圈獲得了褒貶不一的評價，但整體仍以正面居多。許多人欣賞其透過不同的角度來詮釋金剛戰士的故事，但也有人批評黑暗風格及過度的暴力；如官方版《金剛戰士》的綠衣戰士演員傑森·大衛·法蘭克認為該系列就應是「PG-13級」的兒童取向。

## 劇情
故事一開始，金剛戰士們與機械帝國展開戰鬥，但最後卻遭到敵方擊敗且金剛戰神也被摧毀。據透露，地球政府隨後與機械帝國談判休戰，並解散了金剛戰士。
多年後，被機械帝國佔領的地球已變成了反烏托邦風格的未來世界；腳裝有義肢的第二任紅衣戰士洛基現已成為了帝國的走狗並批評宙威將金剛戰士當作「童兵」的行為。他向捉來的前粉紅戰士金柏莉質問有關前綠衣戰士湯米的下落。洛基詳細描述了前紅衣戰士傑森在洛杉磯的悲慘下場——巴克與史庫爾向一支警察部隊透露了傑森在與金柏莉的位置，使得两人在結婚的八小時後被槍殺。而投靠帝國後的前黑衣戰士柴克則是名無法自我滿足的武術家兼毒癮者，在與迪瓦托克斯（Divatox）、天蠍魔女（Scorpina）進行三人性行為後遭到暗殺；另一方面，前藍衣戰士比利成為了一名已出櫃的武器製造商兼萬億富翁，但似乎因自殺而死。
金柏莉否認了洛基聲稱湯米正在追殺金剛戰士們的說法。她告訴洛基，前黃衣戰士崔妮死於抗戰的談判，且自從其葬禮後就從未見過湯米。但洛基表示自己早知曉此事並打算用金柏莉來當作誘餌，以引出湯米。與此同時，湯米到達現場並殺死眾守衛，接著與洛基進行一對一的劍術對決。當洛基佔上風時，掙脫束縛的金柏莉用槍射殺了他。湯米要眼前的這人說出真實身份，因為真正的金柏莉早於幾年前的最後戰役中死在自己的懷中。對方現出原形而揭露出幽冥女王的真身；原來，幽冥女王化身成金柏莉的模樣殺死了所有人並希望與湯米一起統治世界。最後，湯米否決並朝她發動攻擊。

## 演員
- 詹姆士·范德比克[4][7]飾演洛基：前紅衣戰士（第二任）。
- 凱蒂·薩克沃夫[4][7]飾演金柏莉（英语：Kimberly Hart）：前粉紅戰士。
- 魯斯·貝恩（Russ Bain）[8]飾演湯米（英语：Tommy Oliver）：前綠衣戰士。
- 基齊·甘巴（Gichi Gamba）[8]飾演柴克（英语：Zack Taylor）：前黑衣戰士。
- 伊夫·布萊特（Yves Bright）[8]飾演比利（英语：Billy Cranston）：前藍衣戰士。
- 卡米拉·利姆（Camilla Lim）[9]飾演崔妮（英语：Trini Kwan）：前黃衣戰士。
- 史特芬·奈特（Stevin Knight）[9]飾演傑森（英语：Jason Lee Scott）：前紅衣戰士。

其他演員包括在片中飾演克蘭可將軍（General Klank）的李威尹、分別飾演巴克與史庫爾的東尼·戈梅茲（Tony Gomez）與麥特·歐比傑（Matt Obja）、飾演迪瓦托克斯（Divatox）的布莉·歐森、飾演天蠍魔女（Scorpina）的艾米亞·米莉（Amia Miley），以及客串比利丈夫的阿迪·尚卡爾。而幽冥女王則由卡拉·佩雷茲（Carla Perez）飾演，她也是官方版《金剛戰士》系列中唯一參與該片演出的演員。

## 製作

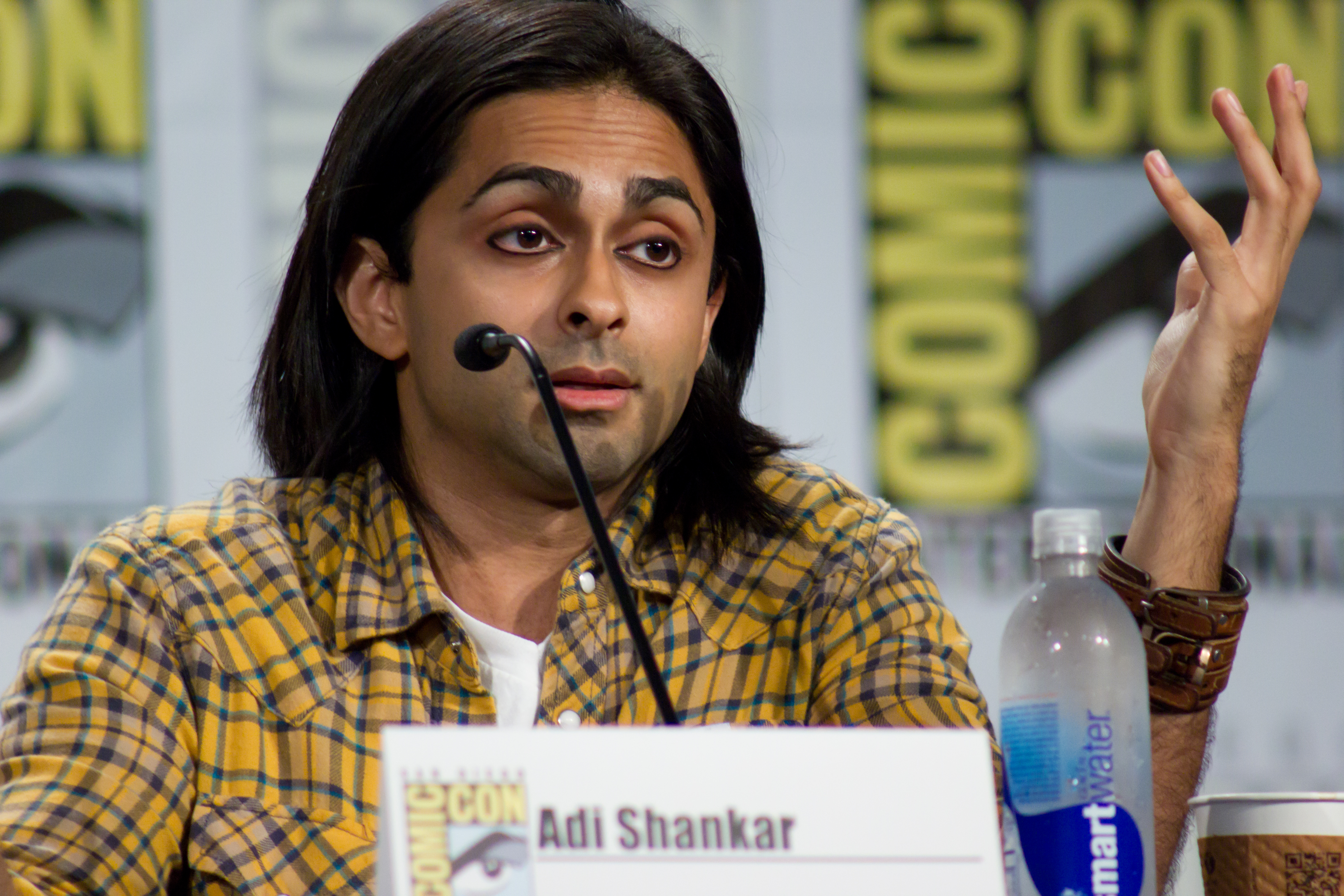
阿迪·尚卡爾為該短片的製片人

執導過多部MV及三部長片的南韓導演喬瑟夫·坎恩打算製作一部科幻電影，便會面時常製作愛好者短片的製片人阿迪·尚卡爾。之後，尚卡爾給了坎恩一份關於《金剛戰士》的劇本，但他並不喜歡且也不瞭解該系列；為此，坎恩開始進行了一些研究並重寫了劇本。坎恩對於飾演主要角色的首要人選為凱蒂·薩克沃夫，尚卡爾也剛好認識她而讓對方簽了約，再下一位加入的演員則是詹姆士·范德比克。尚卡爾在幕後影片中表示，他對粉紅戰士的首要人選為奧蘭多·布魯，但因沒法安排他在片中擊敗小賈斯汀（布魯和小賈斯汀在現實中有過節）而被坎恩放棄。薩克沃夫本身也是該系列的粉絲並曾於1997年參與了試鏡，但未取得機會；對於一部粉絲電影的參與，她表示：「製作粉絲影片激發了你想要創造的東西，可謂跨媒體製作中的無上光榮，無由拒絕。」
R級尺度的該片被形容為「黑暗且寫實」，坎恩表示，自己在網路上看過蝙蝠俠的愛好者電影或類似的產物後，便決定嘗試製作黑暗寫實風的《金剛戰士》。
這得看能否完全實現，此元素就是非常不可思議、令人難以置信的愚蠢。我發自內心就是要製作一種人人都在討論、黑暗且寫實的版本，我真有意為之。
但坎恩也表示，他本身並不希望接手《金剛戰士》電影版，「長達14分鐘加上非常暴力，正我本意。如果我必須拍一部《金剛戰士》電影，即為此物。」為了協助該片的製作，坎恩也自掏腰包提供了部份的資金。尚卡爾則表示，他製作這支短片的靈感之一便是想強調——金剛戰士就是群為了他人的戰爭而被派上場的「童兵」。
該片包括了許多特效鏡頭，且其主要拍攝僅花了七天的時間，演員和工作人員都以不收酬勞的方式參與製作。此外，坎恩還在該片中巧妙地借鏡了其他電影的風格及技巧，包括《守護者》（2009年）、《搶救雷恩大兵》（1998年）、《黑暗騎士：黎明昇起》（2012年）及《美國隊長2：酷寒戰士》（2014年）。

## 發行
《金剛戰士》2015年2月23日以兩種版本在網上發行，Vimeo上的版本包含了YouTube版本中所沒有的簡短裸露鏡頭。除了完整的14分鐘短片外，製片人尚卡爾還釋出了其幕後影片及海報。該片為尚卡爾旗下的作品之一，他在此前曾以此名義推出過三支愛好者短片，分別為《制裁者：贓物清潔》（2012年）、《猛毒：真實的新聞》（Venom: Truth in Journalism，2013年）及動畫《爵德判官：殘暴惡魔》（Judge Dredd: Superfiend，2014年）。
但在釋出的幾個小時後，Vimeo及YouTube完全從各自的網站上刪除了該片。2015年2月25日，Vimeo發聲明表示，由於官方版《金剛戰士》系列的原版權所有者薩班的版權聲明，使他們不得不將其刪除。2月27日，備受爭議的該片在Vimeo及YouTube上恢復，且認為其侵權的薩班並未採取進一步的法律行動；而尚卡爾則寫了一篇免責聲明，以將該片與官方版《金剛戰士》系列作出區隔，但這無法避免該片再被刪除，導演坎恩也表示這是「免費贈送的」，自己並未從中獲利，甚至自己還出了錢來製作。3月2日，該版權糾紛結束後，尚卡爾及演員薩克沃夫與范德比克發布了坎恩製作該片的幕後花絮影片。

## 反響
《金剛戰士》釋出後雖然引發版權糾紛但取得了廣大的關注度，上線後的短短幾天內就在YouTube上累積了超過1000萬次的觀看次數。截至2018年，該片在YouTube上累積了超過224萬次的觀看次數，而在Vimeo上的播放次數則超過了160萬次。
但該片在評價方面整體褒貶不一，但仍以正面居多，雖然透過不同的角度來詮釋大家熟悉的角色而讓許多粉絲喜愛，但也有人無法接受黑暗又寫實的元素。《衛報》的詹姆士·路斯福特（James Luxford）將《金剛戰士》視為成功；他認為製作價值和影星的力量賦予使之合法，且熱情的愛好者精神、廉價的技術、越來越模糊的版權定義和網路發行，足以使如范德比克這樣的影星有機會發揮官方電影無法探索的區域，並在某些情況下，說服版權所有者跟進。的評論家阿祖爾-溫德·麥格派（Azure-Winged Magpie）稱讚了片中的成人要素並希望能拍成長片版。
官方電視劇《金剛戰士》的演員們對該片表示肯定，如奧斯汀·聖約翰、艾咪·喬·強生及史蒂夫·卡德納斯。唯獨傑森·大衛·法蘭克批評了該短片中的暴力、黑暗及寫實的要素，支持「PG-13級」的他認為《金剛戰士》系列就該設定為兒童取向，但也對該片的「內在極客水準」而表示讚賞。而華特·伊曼紐爾·瓊斯則考慮到他的粉絲有些是小孩，所以不會分享該片，但仍對該片本身及演員們給予好評。

## 潛在計劃
2017年2月，阿迪·尚卡爾在受訪時表示，他正在策畫推出一部R級尺度的《金剛戰士》動畫系列，該劇將從原版的《金剛戰士》及同於90年代盛行的《七龍珠Z》中獲取靈感，同時也是原版「前三季的完全改寫」，且有望在Netflix上推出。

## 備註
1. ↑  法蘭克也曾受邀出演該粉絲短片，但最後拒絕。他表示：「我無法與髒話、毒品、甚至所有的一切為伍。」[29]

## 外部連結
- 互联网电影数据库（IMDb）上《金剛戰士》的资料（英文）
- 金剛戰士的Facebook專頁
- YouTube上的
- Vimeo上的影片
- 豆瓣电影上《Power/Rangers》的資料 （简体中文）